# Nito Mestre
Carlos Alberto Mestre (Buenos Aires, 3 de agosto de 1952) más conocido como "Nito" es un músico argentino, conocido por ser la voz principal y guitarrista del famoso dúo Sui Generis, junto a Charly García. 
A mediados de los años sesenta mientras cursaba sus estudios secundarios en el Instituto Social Militar Dr. Dámaso Centeno (ubicado en la ciudad de Buenos Aires) Nito era parte de un grupo llamado La Indignación del Siglo, aunque al poco tiempo se une a su compañero de clase, Charly García para formar un dúo que a la postre terminaría siendo Sui Generis.
Al principio ninguna empresa discográfica se interesó por el grupo, hasta que en 1972 el productor Pierre Bayona les presentó a Jorge Álvarez, uno de los fundadores de la discográfica independiente Mandioca.
En 1974, Sui Generis no era el tímido dúo acústico que había debutado dos años atrás, para este proceso trabajaron en los estudios una vez más bajo la supervisión de Billy Bond. Con el paso de los años, Charly García y Nito Mestre decidieron decir adiós en su último recital en el Luna Park en 1975. Durante el show se grabó la película Adiós Sui Géneris. Después de la separación de Sui Generis se creó el grupo PorSuiGieco.
En 1976, fundó la banda Nito Mestre y Los Desconocidos de Siempre, que lideró hasta su disolución en el año 1980 para comenzar su carrera de solista que duró más de 40 años.

## Biografía
Su padre: Eduardo Mestre, era médico cirujano y paralelamente violinista argentino de origen catalán, murió cuando Nito tenía 8 años, mientras que su madre Tecla Bartasiute era una danesa con orígenes lituanos.
Nito Mestre estudió en el Instituto Social Militar Dr. Dámaso Centeno. Tenía como compañero de colegio a Charly García, quien sería su mejor amigo. Ambos estaban en el coro de la escuela, Charly García tocaba el piano, Nito Mestre tocaba la guitarra acústica y la flauta traversa. Cada uno de ellos tenía sus bandas: To Walk Spanish de Charly García y The Century Indignation de Nito Mestre.

## Carrera musical

### 1969-1975: Sui Generis
Unido a Charly García, Carlos Piegari, Alejandro Correa, Beto Rodríguez y Juan Belia formaron Sui Generis. La banda tuvo un inicio muy difícil, y para cuando estaban por hacer su debut oficial en el Teatro de la Comedia de Mar del Plata durante el verano de 1972, solo quedaban Charly García y Nito Mestre. Decidieron presentarse como un dúo acústico y serían un éxito casi inmediato, esto gracias a sus letras adolescentes y melodías simples. Sui Generis se convertiría en una de las banda ícono del rock nacional y más importantes de los años 1970.

### 1976-1980: Nito Mestre y Los Desconocidos de Siempre
Inmediatamente después de la separación de Sui Generis en 1976, Nito Mestre armó una banda de folk rock a la que llamó Nito Mestre y Los Desconocidos de Siempre, teniendo como compañeros a María Rosa Yorio (voz), Rodolfo Gorosito (guitarra), Alfredo Toth (bajo), Mono Fontana (batería), Osvaldo Caló (piano), que en 1978 fue remplazado por Ciro Fogliatta (teclados).
En 1977, Nito Mestre y Los Desconocidos de Siempre participaron con Charly García en el mítico Festival del Amor, donde se reunieron Sui Generis y PorSuiGieco. Un año después, en 1978, publicó su primer proyecto Nito Mestre Y Los Desconocidos De Siempre I y al siguiente año su segundo y último: Saltaba sobre las nubes.

### 1981-presente: Carrera solista
En 1981, Nito Mestre retornó a la música con la que sería su obra maestra, 20/10. En pocas semanas el disco logró el «disco de oro» (un premio a las ventas). En 1983 presentó su disco Escondo mis ojos al sol, en el que colaboró Mercedes Sosa. Este disco fue presentado en septiembre en el Estadio José Amalfitani del club Vélez Sarfield. En 1984 se unió a Juan Carlos Baglietto, Celeste Carballo, para presentar un espectáculo colectivo llamado Por qué cantamos. La gira incluía presentaciones en Chile.
Al año siguiente publicó un sólido álbum titulado simplemente Nito, en el que presentó a su banda de apoyo compuesta por Gringui Herrera (Guitarras), Gustavo Giuliano (Bajo), Mauricio García
(Teclados) y Oscar Moro (Batería). Tres años después se radicó en Chile y trabajaría a dúo con el guitarrista y cantautor chileno Eduardo Gatti. Producto de esta colaboración aparecería el CD titulado Entrada de locos, lanzado solamente en Chile y Mendoza, además en 1988, grabaría en conjunto con Álvaro Scaramelli, el sencillo Abrelatas, del disco Secretos Develados.

#### Dúo con Mercedes Sosa
En 1984, Mestre y Mercedes Sosa tocaron junto a León Gieco «La colina de la vida» en el Luna Park, también un par de temas de La Negra (apodo cariñoso dado a Mercedes Sosa) para hacer algo especial el recital. Durante ese tiempo Nito Mestre estuvo con Mercedes Sosa tocando juntos en recitales, Nito Mestre le dijo a La Negra si quería tocar junto con él en algunos recitales por unos meses.
Tocando por meses en los recitales tuvieron una gran amistad, tocando junto a otros artistas amigos de La Negra, durante 1991 ellos tocaron «Solo le pido a Dios» con León Gieco. Nuevamente Mercedes Sosa tocaba con León Gieco con guitarra acústica y Nito Mestre con 
la hermosa melodía de la flauta traversa, Mercedes Sosa con voz, tocaron por bastantes años juntos hasta que en el 2000 decidieron separarse de ese pequeño dúo tocando la despedida nuevamente en el famoso Luna Park por última vez, algunos años mucho más tarde.

### Década de los años 1990
En el año 1991, fue editado Tocando el cielo un proyecto grabado por Mestre un año antes que obtuvo un CD de oro.
En 1992, el exproductor de Sui Géneris; Jorge Álvarez, llamó a Nito para regrabar los viejos temas con arreglos modernos. La placa fue titulada Nito Mestre Canta Sui Generis, lanzada en 1993. En él tocaron Álex Acuña en percusión, Abraham Laboriel en bajo, John Robinson en batería, y Larry Coryell en guitarras, aparte de haber sido grabado con una orquesta sinfónica. En 1993 hizo su presentación en la previa del show de Paul McCartney en el Estadio de River Plate.

### Década del 2000

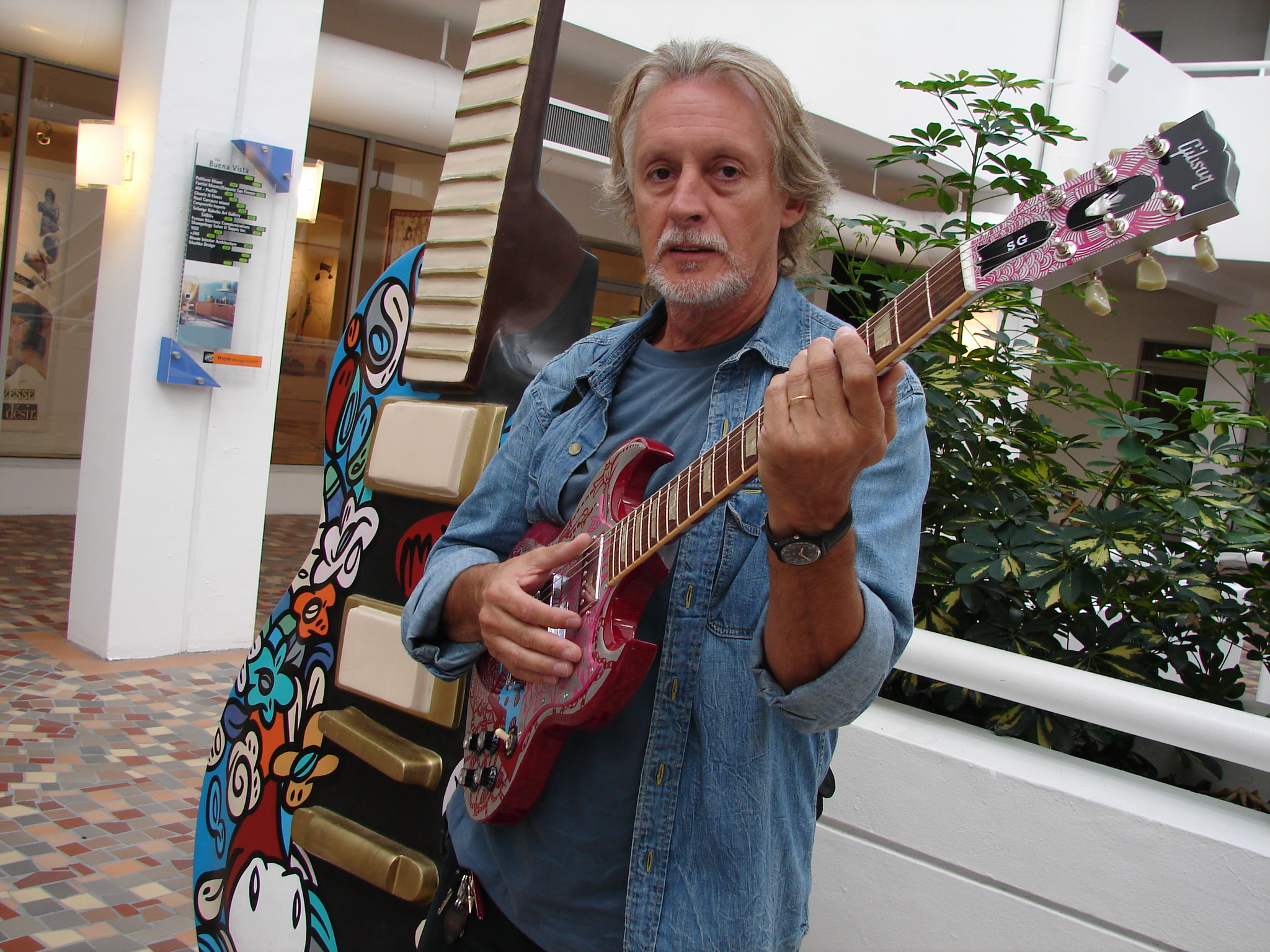
Nito Mestre con una Gibson SG.

Despidiendo el milenio, Mestre sacó el disco Colores Puros. En el año 2000, se produjo el reencuentro oficial de Sui Generis. Sinfonías para adolescentes logró un éxito discreto. La presentación en vivo fue un desastre debido al estado calamitoso de Charly. Simultáneamente, fue lanzado un disco recopilatorio, titulado Lo mejor de Nito, que incluye temas de los 3 primeros álbumes con Nito Mestre y Los Desconocidos de Siempre. Al año siguiente fue editado el álbum en vivo Si - Detrás de las paredes.
En el año 2000, fue el año de los grandes éxitos. Dos discos recopilatorios fueron editados, Esperando crecer: antología 1982-1986 y Años. 
En septiembre de 2007, filmó y grabó junto a La Orquesta Sinfónica de la Universidad de San Juan en el Coro de La Universidad de San Juan.

### Años 2010
El comienzo de la década lo empieza grabando un E.P. en Buenos Aires con el tema «Naomi» del conocido compositor chileno Eduardo Gatti. En ese mismo año, Mestre lanzó su octavo disco titulado Mestre. (según el, una continuación de su antiguo álbum 20/10) el que incluye la participación de Beto Cuevas. Este disco fue grabado en su mayor parte en Miami, con el reconocido guitarrista/productor Pablo Manavello como ingeniero de grabación a Iker Gastaminsa.  Durante abril se presentó en Nueva York y Los Ángeles, y luego hizo una serie de presentaciones en Argentina junto a Silvina Garré
El 1 de abril de 2010, terminó de grabar su E.P. en los estudios Burn's Station ―en Burns (Nashville)―. Los temas fueron: «Flores En El Mar» de Nito Mestre dedicado para su madre, «My Dear» de Nito Mestre dedicado a su mujer Pamela Gowland, «Con Un Beso En La Nariz» de Nito Mestre para su madre, «Naomi» de Eduardo Gatti, tocado por Nito en vivo en el año 2000. Los músicos del proyecto fueron: J. D. Blair (Batería), Michael Rhodes (Bajo), Darrell Tibs (Percusión), Russ Hicks (Pedal Steel Guitar), Jimmy Mattingly (Violín), Eduardo Cautino (Guitarras), Ernesto Salgueiro (Guitarras), Fernando Pugliese (Pianos), Nito Mestre (Voces y coros). El ingeniero de sonido fue Kurt Storey quien produjo los temas grabados en Nashville junto a Eduardo Cautino de Nito Mestre.
El 5 de febrero de 2013, se inauguraron las estatuas de Charly García y Nito Mestre hechas en bronce y en tamaño real en la ciudad de Mar del Plata, frente al exteatro La Comedia, ubicado en la avenida Rivadavia, donde debutaron en 1971, el pequeño homenaje se transformó en un recital tocando «Canción para mi muerte» y «Aprendizaje». Dada la ocasión, se presentaron a tocar Charly García y Nito Mestre frente a cientos de personas en un escenario armado en plena calle Rivadavia. Nito Mestre declaró: «Es bueno saber como pasan los años para estar aquí nuevamente, en el fondo los dos seguimos siendo unos adolescentes». En ese año también lanza su primer DVD Nito Mestre Completo: En Vivo, grabado en el NDN Teatro. 
El año 2014, saco un nuevo disco, «Trip de Agosto» bajo la producción de Eduardo Cautiño, que incluye la versión en español del tema de Dominic Miller y Sting «The shape of my heart». En el 2018, empezó a hacer shows con distintos formatos (acústico, eléctrico y Orquesta sinfónica) en Argentina, Chile, Perú, Ecuador, Bolivia, Colombia y USA. También ha comenzado la producción de un nuevo disco, con Alfredo Toth (bajista de Los Gatos, Nito Mestre y Los Desconocidos de Siempre, Raúl Porchetto, Charly García y GIT) y Pablo Guyot (GIT).

### Años 2020
A comienzo de la década, Nito Mestre junto con la productora Pamela Gowland comenzaron a recopilar videos de músicos de toda América interpretando canciones de Sui Generis, bautizando el proyecto América Canta Sui, proyecto el cual tomó forma en un canal de You Tube.
El año 2020 celebró los 45 años de Adiós Sui Géneris, con un emotivo streaming debido a la Pandemia del Covid, en el cual de forma virtual participaron protagonistas de ese concierto con anécdotas del mismo y un homenaje musical con grandes referentes del rock argentino y latinoamericano, interpretando la versión del músico argentino Daniel Raffo del tema «El Fantasma de Canterville».
En octubre del año 2024, se presentó en el show de Milo J en el Estadio Nuevo Francisco Urbano ante más de 25 mil personas e interpretó Canción para mi muerte.

## Otros trabajos
En el año 2013, comenzó a dar charlas junto a Mariano Irigoyen, llamadas ABCDario del Rock, con las cuales recorrieron y lo siguen haciendo, distintas ciudades tanto de Argentina, como de Chile, Perú, Ecuador y Colombia.
A comienzos del 2017 inició un programa de radio en Nacional Rock, titulado «Distinto Tiempo» producido y conducido por Pamela Gowland.
El 4 de julio del año 2021 estrenó un programa de TV el cual conduce y se emite por la señal de cable del El Garage TV. El nombre del mismo es Rock and Road TV. Se trata de un programa de entretenimiento, música y anécdotas en donde Nito Mestre conduce automóviles icónicos de colección.

## Discografía

### Sui Generis en estudio
| Año  | Sencillo                                            |
| ---- | --------------------------------------------------- |
| 1972 | Canción para mi muerte / Amigo vuelve a casa pronto |
| 1973 | Aprendizaje / Bienvenidos al tren                   |

| Año  | EP               |
| ---- | ---------------- |
| 1974 | Alto en la torre |

| Año  | Álbum                                      |
| ---- | ------------------------------------------ |
| 1972 | Vida                                       |
| 1973 | Confesiones de invierno                    |
| 1974 | Pequeñas anécdotas sobre las instituciones |
| 2000 | Sinfonías para adolescentes                |

| Año  | Inédito | Notas                             |
| ---- | ------- | --------------------------------- |
| 1975 | Ha sido | Disco inconcluso (nunca se editó) |

### Sui Generis en vivo
| Año  | Álbum                        |
| ---- | ---------------------------- |
| 1975 | Adiós Sui Géneris, Parte I   |
| 1975 | Adiós Sui Géneris, Parte II  |
| 1996 | Adiós Sui Generis, Parte III |
| 2001 | Si - Detrás de las paredes   |

### Porsuigieco
| Año  | PorSuiGieco         | Notas                                                                      |
| ---- | ------------------- | -------------------------------------------------------------------------- |
| 1976 | Porsuigieco (álbum) | En conjunto con Raúl Porchetto, Sui Generis, León Gieco y María Rosa Yorio |

### Nito Mestre y Los Desconocidos de Siempre
| Año  | Nito Mestre y Los Desconocidos de Siempre    |
| ---- | -------------------------------------------- |
| 1977 | Nito Mestre y Los Desconocidos de Siempre    |
| 1978 | Nito Mestre y Los Desconocidos de Siempre II |
| 1978 | Entra / Tu alma contenta cantará (Simple)    |
| 1979 | Saltaba sobre las nubes                      |

### Nito Mestre en estudio
| Año  | Álbum                                |
| ---- | ------------------------------------ |
| 1981 | 20/10                                |
| 1983 | Escondo mis ojos al sol              |
| 1986 | Nito                                 |
| 1989 | Entrada de Locos (con Eduardo Gatti) |
| 1991 | Tocando el cielo                     |
| 1992 | Rasguña la piedras                   |
| 1993 | Canta Sui Generis                    |
| 1998 | Colores puros                        |
| 2005 | Mestre                               |
| 2010 | Flores en Nashville                  |
| 2010 | Nito sinfónico                       |
| 2014 | Trip de agosto                       |

### Nito Mestre en vivo
| Año  | Álbum                                                                        |
| ---- | ---------------------------------------------------------------------------- |
| 1982 | En vivo                                                                      |
| 1984 | Por qué cantamos (con Celeste Carballo, Juan Carlos Baglietto y Oveja Negra) |
| 2008 | Completo en vivo                                                             |

## Filmografía
| Año  | Título                                                  | Director                    | Tipo     |
| ---- | ------------------------------------------------------- | --------------------------- | -------- |
| 1973 | Rock hasta que se ponga el sol                          | Aníbal Uset y Jorge Álvarez | Película |
| 1975 | Adiós Sui Géneris                                       | Bebe Kamin                  | Película |
| 1992 | ¿Dónde estás amor de mi vida que no te puedo encontrar? | Juan José Jusid             | Película |